# Макушин Віктор Юрійович
Віктор Юрійович Макушин (нар. 17 серпня 1971, м. Миколаїв) — український скульптор, заслужений художник України (2022).

## Біографія
Народився у 1971 році у Миколаєві в родині скульпторів, Заслужених художників України Інни та Юрія Макушиних.

З 1985 року вчився у Ленінградський середній художній школі ім. Б. В. Йогансона (з 1 грудня 1992 року — Санкт-Петербурзький державний академічний художній ліцей ім. Б. В. Йогансона Російської академії мистецтв). 

У 1990 році вступив до Ленінградського інституту живопису, скульптури й архітектури ім. І. Є. Репіна, факультет скульптури, майстерня професора С. А. Кубасова (з 1991 року — ).

Закінчивши інститут, повернувся до Миколаєва, працює скульптором у творчій майстерні Заслуженого художника України Ю. А. Макушина.

З 1993 року — член Національної Спілки художників України. 

Автор багатьох пам'ятників і меморіальних дощок у Миколаєві й області, учасник всесоюзних, республіканських і міжнародних симпозіумів-пленерів зі скульптури та живопису. 

З 1998 по 2006 — викладач Миколаївської філії Київського національного університету культури і мистецтв, кафедра декоративно-прикладного мистецтва.

З 2002 року і по сьогоднішній день — соліст камерного оркестру старовинної і сучасної музики «ARS NOVA» Миколаївської обласної філармонії.
2002 року вся сім'я Макушиних була удостоєна звання «Городянин року» в номінації «Мистецтво».

## Роботи
Віктор Макушин — автор багатьох пам'ятників і меморіальних дощок у Миколаєві і Миколаївської області.
| Твір                                                                                                | Рік       | Місце     | Примітки                                                     |
| --------------------------------------------------------------------------------------------------- | --------- | --------- | ------------------------------------------------------------ |
| Монументально-декоративна композиція «Скиф»                                                         | 1991      | Ольвія    | Матеріал — пісковик.                                         |
| Монументально-декоративна композиція «Музика всіх часів»                                            | 1992      | Миколаїв  | Матеріал — граніт.                                           |
| Надгробний пам'ятник ректору МКІ М. Александрову                                                    | 1993      | Миколаїв  | Матеріал — граніт.                                           |
| Монумент «Древо життя», присвячений 15-річчю Миколаївського глиноземного заводу                     | 1995      | Миколаїв  | Матеріал — граніт, нержавіюча сталь, алюміній.               |
| Монументально-декоративна композиція «Мелодія степів»                                               | 1995      | Житомир   | Матеріал — пісковик.                                         |
| Надгробний пам'ятник першому директору Миколаївського глиноземного заводу Є. М. Беспалову           | 1996      | Миколаїв  | Матеріал — граніт, мармур.                                   |
| Меморіальна дошка ректору МКІ М. Александрову на будівлі Миколаївського кораблебудівного інституту  | 1996      | Миколаїв  | Матеріал — граніт.                                           |
| Меморіальна дошка Г. Потьомкіну                                                                     | 1999      | Миколаїв  | Матеріал — граніт.                                           |
| Меморіальна дошка письменнику І. Бабелю                                                             | 2000      | Миколаїв  | Матеріал — граніт.                                           |
| Пам'ятник «Героїчний десант у безсмертя», присвячений подвигу десантників-ольшанців.                | 2000      | Миколаїв  | Матеріал — граніт.                                           |
| Меморіальна дошка ректору МКІ М. Александрову                                                       | 2001      | Миколаїв  | Матеріал — граніт.                                           |
| Монументально-декоративна композиція «Свята Книга»                                                  | 2001      | Солотвино | Матеріал — вапняк.                                           |
| Меморіальні дошки письменникам В. М. Гаршину и В. Рюміну                                            | 2002      | Миколаїв  | Матеріал — граніт, мармур.                                   |
| Пам'ятник першому будівникові інгульскої верфі М. Л. Фалєєву                                        | 2002      | Миколаїв  | Матеріал — бронза, граніт.                                   |
| Меморіальна дошка поету М. Лисянському                                                              | 2003      | Миколаїв  | Матеріал — мармур,граніт.                                    |
| Пам'ятник С. Д. Колосову                                                                            | 2004      | Миколаїв  | Матеріал — граніт.                                           |
| Пам'ятник В'ячеславу Чорноволу.                                                                     | 2007      | Миколаїв  | Матеріал — граніт.                                           |
| Пам'ятник Г. Потьомкіну.                                                                            | 2007      | Миколаїв  | Матеріал — граніт.                                           |
| Пам'ятник Ю. І. Макарову                                                                            | 2008      | Миколаїв  | Матеріал — граніт. Співавтори Ю. А. Макушин, І. В. Макушина. |
| Меморіальна дошка О. С. Гринько                                                                     | 2008      | Миколаїв  | Матеріал — мармур.                                           |
| Пам'ятник С. П. Бойченко                                                                            | 2009      | Баштанка  | Матеріал — граніт.                                           |
| Меморіальна дошка К. Х. Кнорре Пам'ятна стела колишньому Миколаївському міському голові В. Д. Чайці | 2010 2013 | Миколаїв  | Матеріал — граніт.                                           |

Також Віктор Макушин працює у сфері живопису, графіки, комп'ютерного дизайну.